# Łazy

Łazy este un oraș în Polonia.